# Ахеменидский Египет
Ахеменидский Египет — Египет в эпоху Ахеменидов (VI—IV века до н. э.). Согласно Геродоту, в общем списке сатрапий Египет занимает VI место. Основным источником доходов Ахеменидского Египта было производство хлеба и ловля рыбы. Административным центром являлся Мемфис.
Покорение Египта осуществил персидский царь Камбис II в 525 году до н. э., разбив армию египетского фараона в битве при Пелузии. Последнему египетскому фараону Псамметиху III была оставлена жизнь, однако он был умерщвлён после подавления антиперсидского восстания. Камбис принял титул фараона, а Ахемениды стали XXVII династией Египта. Во время греко-персидских войн греки вторглись в Египет, рассчитывая на успех восстания Инара. Однако сатрап Мегабиз сохранил Египет в составе Персии. В дальнейшем, в 404 году до н. э., в Египте
под предводительством Амиртея вновь вспыхнуло восстание. Преемникам Амиртея удалось на время получить самостоятельность. В 378 году до н. э. греческий наёмник на персидской службе Ификрат предпринял неудачную попытку вернуть Египет в состав державы Ахеменидов. Вновь Египет вошел в состав державы Ахеменидов при Артаксерксе III. Конец владычеству персов положили походы Александра Македонского. Одним из последних ахеменидских сатрапов Египта был Савак, погибший в битве при Иссе.
Геродот описывает религию Ахеменидского Египта, которая представляла собой почитание рогатой Изиды, Осириса и Амона.